# Allen Holubar
Allen Holubar, nato Allen Joseph Holubar (San Francisco, 3 agosto 1888 – Los Angeles, 20 novembre 1923), è stato un attore, regista, sceneggiatore e produttore cinematografico statunitense.

## Biografia
Nato a San Francisco, nel quartiere di Castro, cominciò a lavorare per il cinema nel 1913: 25 anni, alto 1,83, con il nome Alan Holubar fu protagonista di A Wolf Among Lambs, un cortometraggio dell'Essanay Film Manufacturing Company, compagnia per cui girò i suoi primi film. Sul set di The Prophecy, lavorò con Dorothy Phillips, un'attrice con cui si era sposato nel 1912. Dal 1913 al 1917, girò come attore 38 film: tra i suoi ruoli, quello del capitano Nemo in una versione del 1916 di Ventimila leghe sotto i mari.
Dal 1916, si dedicò quasi esclusivamente alla regia e alla sceneggiatura, dirigendo 33 pellicole e scrivendo 18 film. Nel 1922, ne produsse due.
Il matrimonio con Dorothy Phillips durò fino al 1923, l'anno in cui Holubar morì a 35 anni per una polmonite.

## Filmografia
La filmografia - basata su IMDb - è completa.

### Attore
- A Wolf Among Lambs – cortometraggio (1913)
- The Prophecy – cortometraggio (1913)
- Two Social Calls – cortometraggio (1913)
- Into the North, regia di Theodore Wharton – cortometraggio (1913)
- The Story the Clock Told, regia di Stuart Paton – cortometraggio (1914)
- A Gentleman of Art, regia di Stuart Paton – cortometraggio (1915)
- The House of Fear, regia di Stuart Paton – cortometraggio (1915)
- The Heart Punch, regia di Stuart Paton – cortometraggio (1915)
- The Son of His Father – cortometraggio (1915)
- The Black Pearl, regia di Stuart Paton – cortometraggio (1915)
- The Bombay Buddha, regia di Stuart Paton – cortometraggio (1915)
- Courtmartialed, regia di Stuart Paton (1915)
- The Pursuit Eternal, regia di Stuart Paton – cortometraggio (1915)
- The White Terror, regia di Stuart Paton (1915)
- Conscience, regia di Stuart Paton (1915)
- The Wrong Label, regia di Clem Easton – cortometraggio (1915)
- The Eleventh Dimension, regia di Clem Easton – cortometraggio (1915)
- Behind the Curtain, regia di Henry Otto – cortometraggio (1916)
- The Health Road, regia di Allen Holubar – cortometraggio (1916)
- A Double Fire Deception, regia di Allen Holubar – cortometraggio (1916)
- Any Youth, regia di Allen Holubar – cortometraggio (1916)
- The Phone Message, regia di Allen Holubar – cortometraggio (1916)
- Ashes of Remembrance, regia di Allen Holubar – cortometraggio (1916)
- The Shadow, regia di Allen J. Holubar – cortometraggio (1916)
- The Taint of Fear, regia di Allen Holubar – cortometraggio (1916)
- Ventimila leghe sotto i mari (20,000 Leagues Under the Sea), regia di Stuart Paton (1916)
- Stronger Than Steel, regia di Allen Holubar – cortometraggio (1916)
- The Prodigal Daughter, regia di Allen J. Holubar (Allen Holubar) – cortometraggio (1916)
- Midnight, regia di Allen Holubar – cortometraggio (1917)
- Heart Strings, regia di Allen Holubar (1917)
- The Old Toymaker, regia di Allen J. Holubar (Allen Holubar) – cortometraggio (1917)
- The War Waif, regia di Allen J. Holubar (Allen Holubar) – cortometraggio (1917)
- Where Glory Waits, regia di Allen J. Holubar (Allen Holubar) – cortometraggio (1917)
- The Grip of Love, regia di Allen J. Holubar (Allen Holubar) – cortometraggio (1917)
- Treason, regia di Allen Holubar (1917)
- The Field of Honor, regia di Allen J. Holubar (Allen Holubar) (1917)
- The Double-Topped Trunk, regia di Allen J. Holubar (Allen Holubar) – cortometraggio (1917)
- The Reed Case, regia di Allen Holubar (1917)

### Regista
- The Health Road – cortometraggio (1916)
- A Double Fire Deception – cortometraggio (1916)
- Any Youth – cortometraggio (1916)
- The Phone Message – cortometraggio (1916)
- Ashes of Remembrance – cortometraggio (1916)
- Behind Life's Stage – cortometraggio (1916)
- The Shadow – cortometraggio (1916)
- The Taint of Fear – cortometraggio (1916)
- Stronger Than Steel – cortometraggio (1916)
- The Prodigal Daughter – cortometraggio (1916)
- Midnight – cortometraggio (1917)
- Heart Strings (1917)
- The Old Toymaker – cortometraggio (1917)
- The War Waif – cortometraggio (1917)
- Where Glory Waits – cortometraggio (1917)
- The Grip of Love – cortometraggio (1917)
- Treason (1917)
- The Field of Honor – cortometraggio (1917)
- The Double-Topped Trunk – cortometraggio (1917)
- The Reed Case (1917)
- Sirens of the Sea (1917)
- Fear Not (1917)
- A Soul for Sale (1918)
- The Mortgaged Wife (1918)
- The Talk of the Town (1918)
- The Heart of Humanity (1918)
- The Right to Happiness (1919)
- Paid in Advance (1919)
- L'amante fatale (Once to Every Woman) (1920)
- Man-Woman-Marriage (1921)
- Hurricane's Gal (1922)
- Broken Chains (1922)
- Slander the Woman

### Sceneggiatore
- The Health Road, regia di Allen Holubar – cortometraggio (1916)
- Any Youth, regia di Allen Holubar – cortometraggio (1916)
- The Phone Message, regia di Allen Holubar – cortometraggio (1916)
- Ashes of Remembrance, regia di Allen Holubar – cortometraggio (1916)
- Behind Life's Stage, regia di Allen J. Holubar – cortometraggio (1916)
- The Taint of Fear, regia di Allen Holubar – cortometraggio (1916)
- Stronger Than Steel, regia di Allen Holubar – cortometraggio (1916)
- The Old Toymaker, regia di Allen J. Holubar (Allen Holubar) – cortometraggio (1917)
- The Reed Case, regia di Allen Holubar (1917)
- Sirens of the Sea, regia di Allen Holubar (1917)
- The Mortgaged Wife, regia di Allen Holubar (1918)
- The Talk of the Town, regia di Allen Holubar (1918)
- The Heart of Humanity, regia di Allen Holubar (1918)
- The Right to Happiness, regia di Allen J. Holubar (1919)
- Paid in Advance, regia di Allen Holubar (1918)
- L'amante fatale (Once to Every Woman) (1920)
- Man-Woman-Marriage, regia di Allen Holubar (1921)
- Hurricane's Gal, regia di Allen Holubar (1922)

### Produttore e Presentatore
- Man-Woman-Marriage, regia di Allen Holubar - produttore
- Hurricane's Gal, regia di Allen Holubar - produttore (1922)
- Broken Chains, regia di Allen Holubar - produttore (1922)
- Slander the Woman  - produttore e presentatore (1923)